# Sri Venkateswara College of Engineering
Sri Venkateswara College of Engineering är en teknisk högskola nära Chennai, i delstaten Tamil Nadu, Indien. Högskolan grundades 1984.